# Ramona Neubert
Ramona Neubert (született: Ramona Göhler) (Pirna, 1958. július 16. –) atléta. Sikereit a Német Demokratikus Köztársaság színeiben érte el.
Az első szabadtéri atlétikai világbajnokságon, 1983-ban Helsinkiben aranyérmes lett a hétpróba számában. 6935 pontos egyéni rekordjával, máig a hetedik helyen áll a hétpróbázók listáján.

## Sikerei
| Év   | Torna            | Helyszín | Eredmény | Versenyszám |
| ---- | ---------------- | -------- | -------- | ----------- |
| 1978 | Európa-bajnokság | Prága    | 6.       | Ötpróba     |
| 1980 | Olimpiai játékok | Moszkva  | 4.       | Ötpróba     |
| 1982 | Európa-bajnokság | Athén    | 1.       | Hétpróba    |
| 1983 | Világbajnokság   | Helsinki | 1.       | Hétpróba    |